# 萊克亨廷頓 (紐約州)
萊克亨廷頓（英語：Lake Huntington）是位於美國紐約州沙利文縣的普查規定居民點。

## 人口
根據2020年美國人口普查的數據，萊克亨廷頓的面積為3.46平方千米，當中陸地面積為3.10平方千米，而水域面積為0.36平方千米。當地共有人口283人，而人口密度為每平方千米81.79人。